# Envie de vivre
Envie de vivre is een nummer van Nathalie Sorce. Het was tevens het nummer waarmee ze België vertegenwoordigde op het Eurovisiesongfestival 2000 in de Zweedse hoofdstad Stockholm. Op het festival deed het nummer het niet goed. België eindigde 24ste en laatste, met amper twee punten. Door dit slechte resultaat moest België in 2001 verplicht een jaartje thuisblijven.

## Resultaat
| Plaats | Land      | Artiest        | Lied            | Punten |
| ------ | --------- | -------------- | --------------- | ------ |
| 22     | Israël    | Ping Pong      | Sameach         | 7      |
| 23     | Frankrijk | Sofia Mesfary  | On aura le ciel | 5      |
| 24     | België    | Nathalie Sorce | Envie de vivre  | 2      |